# Hydraena pici
Hydraena pici är en skalbaggsart som beskrevs av Sainte-claire Deville 1905. Hydraena pici ingår i släktet Hydraena och familjen vattenbrynsbaggar. Inga underarter finns listade i Catalogue of Life.